# زينو كلاش 2
زينو كلاش 2 (بالإنجليزية: Zeno Clash 2)‏، هي لعبة فيديو تشيلية، وهي الجزء الثاني من سلسلة زينو كلاش، صدرت اللعبة في الأسواق سنة 2013، وهي من تطوير شركة أيس تيم، ومن دار نشر أتلس اليابانية، تعمل اللعبة على منصات إكس بوكس 360، بلاي ستيشن 3 ومايكروسوفت ويندوز.